# Castelo de Cranshaws
O Castelo de Cranshaws (em inglês:  Cranshaws Castle) é um castelo do século XVI localizado em Cranshaws, Scottish Borders, Escócia.

## História
A torre juntamente com as terras de Cranshaws, foram adquiridas pela família Swinton em 1400 e mantiveram-se na mesma posse até 1702.
Encontra-se classificado na categoria "A" do "listed building" desde 9 de junho de 1971.

## Estrutura
É tipicamente uma torre com 4 pisos, medindo 12 metros de comprimento por 7 metros de largura e 16 metros de altura.